# Goro Natori
Goro Natori (Japans: 名取吾朗,Natori Gorō) (Yamanashi, 30 oktober 1921 – 27 april 1992) was een Japans componist.

## Levensloop
Natori studeerde af aan de Toyama Army Schoof of Music in Tokio. Zijn leraren waren onder anderen Tomojiro Ikenouchi en Kojiro Ohune. Tijdens de Tweede Wereldoorlog was hij gestationeerd op de Filipijnen. In het Westen werd hij vooral bekend door zijn werken voor harmonieorkest. Hij schreef verschillende werken voor de Festliche Musiktage in Uster, Zwitserland en voor de All Japan Band Association Competition. 

## Composities

### Werken voor harmonieorkest
- 1968 Luzon suite voor harmonieorkest
  1. Manila bay
  2. Manila town
  3. Grounder family
  4. Bontoc (Philipines) Highway
- 1970 Composition for six notes voor harmonieorkest
- 1971 Tsuki-ni-Yosete cantate voor gemengd koor en harmonieorkest
- 1973 Arabesque
- 1973 Children's song from Okinawa voor harmonieorkest
- 1973 Four seasons in Japan voor harmonieorkest
- 1974 Chitei symfonisch gedicht voor harmonieorkest
- 1974 Earth symfonisch gedicht voor harmonieorkest
- 1974 Ryojyo
- 1975 Best river boat song, symfonisch gedicht
- 1976 Black Fantasy
- 1979 Tolso II for the Symphonic Band
- 1978 A poem atmosphere in Tokyo symfonisch gedicht voor de Festliche Musiktage te Uster, Zwitserland, 1978
- 1989 Revelation for Band verplicht werk op de All Japan Band Association Competition 1989-1992
- Brilliant
- Celebration overture "Springtime of Life"
- Fantasy from Mogamigawa-funauta
- Mogamigawa-Funa-Uta
- Separation by Death
- Poeme tune "The last painting"
- Torso I
- Wakakusa, polka